# Demon Deacons de Wake Forest
Les Demon Deacons de Wake Forest (en anglais : Wake Forest Demon Deacons) sont un club omnisports universitaire de l'Université de Wake Forest  à Winston-Salem (Caroline du Nord), aux États-Unis. Les équipes des Demon Deacons participent aux compétitions universitaires organisées par la National Collegiate Athletic Association. Wake Forest fait partie de la Atlantic Coast Conference.
Les sportifs de l'université étaient à l'origine surnommés les « Old Gold and Black » en référence aux couleurs de l'université ou les « Baptists », l'université ayant été associée avec la Convention baptiste dont elle s'est séparée plus tard. Cependant, en 1923, à la suite d'une impressionnante victoire face aux rivaux des Blue Devils de Duke, un article de presse mentionna que les « Deacons fought like Demons » (en français, les diacres se sont battus comme des démons). La fusion des deux mots devient ensuite le surnom des athlètes de Wake Forest.
L'équipe la plus fameuse de Wake Forest est celle de basket-ball qui s'est qualifiée vingt fois pour le tournoi national NCAA atteignant une fois le Final Four en 1962.
Les basketteurs de la NBA Tim Duncan, Chris Paul et Josh Howard ont notamment évolué dans l'équipe de Wake Forest.
La mascotte « Demon Deacons » existe avec un menton en galoche et un gibus.

## Football américain

### Histoire
L'équipe de football américain de Wake Forest n'a pas été brillante pendant une grande partie de la seconde moitié du 20e siècle. L'université est la sixième plus petite institution de la NCAA Division I FBS en termes d'inscriptions d'étudiant de premier cycle (derrière Rice, Tulsa et les trois académies militaires l'Air Force, l'Army et la Navy.
C'est aussi la plus petite université jouant dans une des conférences du Power Five (en).
Cependant, depuis le début du 21e siècle, les Deacons se sont révélés assez compétitifs puisqu'ils ont disputé dix bowls au cours des deux premières décennies.

### Description au début de la saison 2023
- Couleurs :   (or et noir)[1]

- Dirigeants :
  - Directeur sportif : John Currie (en)
  - Entraîneur principal : Dave Clawson (en), 10e saison, bilan : 59 - 53  (52,7 %)

- Stade
  - Nom : Allegacy Federal Credit Union Stadium
  - Capacité : 31 500
  - Surface de jeu : pelouse artificielle (Fieldturf)
  - Lieu : Winston-Salem, Caroline du Nord

- Conférence :
  - Actuelle : Atlantic Coast Conference (depuis 1953)
  - Ancienne : 
    - Indépendants (1888–1935)
    - Southern Conference (1936–1952)

- Internet :
  - Nom site Web : godeacs.com
  - URL : https://godeacs.com/sports/football

- Bilan des matchs :
  - Victoires : 488 (42,1 %)
  - Défaites : 677
  - Nuls : 33

- Bilan des Bowls :
  - Victoires : 11 (64,7 %)
  - Défaites : 6

- College Football Playoff : -

- Titres :
  - Titres nationaux : 0

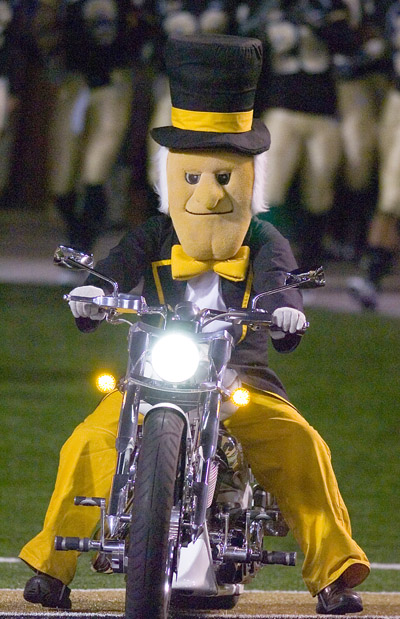
Demon Deacon, mascotte de Wake Forest, sur sa moto lors de chaque début de match.

  - Titres de conférence ACC : 2 (1970, 2006)
  - Titres de la division Atlantic de l'ACC : 2 (2006, 2021)

- Joueurs :
  - Vainqueurs du Trophée Heisman : 0
  - Sélectionnés All-American : 4

- Hymne : O' Here's to Wake Forest
- Mascotte : Demon Deacon (en)
- Fanfare : The Spirit of the Old Gold & Black

- Rivalités :
  - Wolfpack de NC State
  - Tar Heels de la Caroline du Nord
  - Blue Devils de Duke

### Palmarès
- Champions de conférence :

| Saison | Conférence                | Entraîneur     | Bilan global | Bilan de conférence |
| ------ | ------------------------- | -------------- | ------------ | ------------------- |
| 1970   | Atlantic Coast Conference | Cal Stoll (en) | 6–5          | 5–1                 |
| 2006   | Atlantic Coast Conference | Jim Grobe (en) | 11–3         | 6–2                 |
- Champions de division :

| Saison | Conférence                | Division | Entraîneur        | Finale de conférence           | Finale de conférence |
| ------ | ------------------------- | -------- | ----------------- | ------------------------------ | -------------------- |
| Saison | Conférence                | Division | Entraîneur        | Adversaire                     | Résultat             |
| 2006   | Atlantic Coast Conference | Atlantic | Jim Grobe (en)    | Yellow Jackets de Georgia Tech | G, 9–6               |
| 2021   | Atlantic Coast Conference | Atlantic | Dave Clawson (en) | Panthers de Pittsburgh         | P, 21–45             |

### Bowls
Wake Forest a participé à 17 bowls universitaire, en a remporté 11 pour 6 défaites.
| Saison | Bowl                       | Adversaire                      | Résultat | Entraîneur          |
| ------ | -------------------------- | ------------------------------- | -------- | ------------------- |
| 1945   | Gator Bowl 1945            | Gamecocks de la Caroline du Sud | G, 26-14 | Peahead Walker (en) |
| 1948   | Dixie Bowl 1949            | Bears de Baylor                 | P, 7-20  | Peahead Walker (en) |
| 1979   | Tangerine Bowl 1979        | Tigers de LSU                   | P, 10-34 | John Mackovic (en)  |
| 1992   | Independence Bowl 1992     | Ducks de l'Oregon               | G, 39-35 | Bill Dooley (en)    |
| 1999   | Aloha Bowl 1999            | Sun Devils d'Arizona State      | G, 23-3  | Jim Caldwell        |
| 2002   | Seattle Bowl 2002          | Ducks de l'Oregon               | G, 38-17 | Jim Grobe (en)      |
| 2006   | Orange Bowl 2007           | Cardinals de Louisville         | P, 13-24 | Jim Grobe (en)      |
| 2007   | Meineke Car Care Bowl 2007 | Huskies du Connecticut          | G, 24-10 | Jim Grobe (en)      |
| 2008   | EagleBank Bowl 2008        | Midshipmen de la Navy           | G, 29-19 | Jim Grobe (en)      |
| 2011   | Music City Bowl 2011       | Bulldogs de Mississippi State   | P, 17-23 | Jim Grobe (en)      |
| 2016   | Military Bowl 2016         | Owls de Temple                  | G, 34-26 | Dave Clawson (en)   |
| 2017   | Belk Bowl 2017             | Aggies de Texas A&M             | G, 55-52 | Dave Clawson (en)   |
| 2018   | Birmingham Bowl 2018       | Tigers de Memphis               | G, 37-34 | Dave Clawson (en)   |
| 2019   | Pinstripe Bowl 2019        | Spartans de Michigan State      | P, 21-27 | Dave Clawson (en)   |
| 2020   | Duke's Mayo Bowl 2020      | Badgers du Wisconsin            | P, 28-42 | Dave Clawson (en)   |
| 2021   | Gator Bowl 2021            | Scarlet Knights de Rutgers      | G, 38-10 | Dave Clawson (en)   |
| 2022   | Gasparilla Bowl 2022       | Tigers du Missouri              | G, 27-17 | Dave Clawson (en)   |

### Entraîneur
Liste et bilans des entraîneurs de Wake Forest (dernière mise à jour en fin de saison 2022).
| Saison(s)    | Nom              | Nb de saisons | Bilan V–D–N | %    |
| ------------ | ---------------- | ------------- | ----------- | ---- |
| 1888         | W. C. Dowd       | 1             | 01–00–0     | 100  |
| 1889         | W. C. Riddick    | 1             | 03–03–0     | 50,0 |
| 1891–1893    | E. Walter Sikes  | 3             | 06–02–1     | 72,2 |
| 1895         | pas d'entraîneur | 1             | 00–00–1     | 50,0 |
| 1908         | A. P. Hall Jr.   | 1             | 01–04–0     | 16,7 |
| 1909         | A. T. Myers      | 1             | 02–04–0     | 33,3 |
| 1910         | Reddy Rowe       | 1             | 02–07–0     | 22,2 |
| 1911–1913    | Frank Thompson   | 3             | 05–19–0     | 20,6 |
| 1914–1915    | Wilbur C. Smith  | 2             | 06–10–0     | 37,5 |
| 1916         | G. M. Billings   | 1             | 03–03–0     | 50,0 |
| 1917         | E. T. MacDonnell | 1             | 01–06–1     | 18,8 |
| 1918–1919    | Harry Rabenhorst | 2             | 03–08–0     | 27,3 |
| 1920–1921    | James L. White   | 2             | 04–15–0     | 21,1 |
| 1922         | George Levene    | 1             | 03–05–2     | 40,0 |
| 1923–1925    | Hank Garrity     | 3             | 19–07–1     | 72,2 |
| 1926–1927    | James A. Baldwin | 2             | 07–10–3     | 42,5 |
| 1928         | Stan Cofall      | 1             | 02–06–2     | 30,0 |
| 1929–1932    | Pat Miller       | 4             | 18–15–4     | 54,1 |
| 1933–1936    | Jim Weaver       | 4             | 10–23–1     | 30,9 |
| 1937–1950    | Peahead Walker   | 14            | 77–51–6     | 59,7 |
| 1951–1955    | Tom Rogers       | 5             | 21–25–4     | 46,0 |
| 1956–1959    | Paul Amen        | 4             | 11–26–3     | 31,3 |
| 1960–1963    | Bill Hildebrand  | 4             | 07–33–0     | 17,5 |
| 1964–1968    | Bill Tate        | 5             | 17–32–1     | 35,0 |
| 1969–1971    | Cal Stoll        | 3             | 15–17–0     | 46,9 |
| 1972         | Tom Harper       | 1             | 02–09–0     | 18,2 |
| 1973–1977    | Chuck Mills      | 5             | 11–43–1     | 20,9 |
| 1978–1980    | John Mackovic    | 3             | 14–20–0     | 41,2 |
| 1981–1986    | Al Groh          | 6             | 26–40–0     | 39,4 |
| 1987–1992    | Bill Dooley      | 6             | 29–36–2     | 44,8 |
| 1993–2000    | Jim Caldwell     | 8             | 26–63–0     | 29,2 |
| 2001–2013    | Jim Grobe        | 13            | 77–82–0     | 48,4 |
| 2014–présent | Dave Clawson     | 9             | 59–53–0     | 52,7 |

### Numéros retirés
| N° | Nom                   | Poste |
| -- | --------------------- | ----- |
| 16 | Norm Snead (en)       | QB    |
| 19 | Bill Armstrong (en)   | DB    |
| 31 | Brian Piccolo         | HB    |
| 33 | Billy Ray Barnes (en) | HB    |
| 47 | Bill George           | LB    |

### Récompenses individuelles

#### Joueurs
| - Athlète masculin de l'année en ACC : - Brian Piccolo – 1965 - Joueur de la saison en ACC : - Billy Ray Barnes – 1956 - Brian Piccolo – 1964 - Jay Venuto – 1979 - Chris Barclay – 2005 - Joueur offensif de la saison en ACC : - Chris Barclay – 2005 - Débutant de la saison en ACC : - James McDougald – 1976 - Michael Ramseur – 1982 - Riley Skinner – 2006 - Josh Adams – 2007 - Débutant offensif de la saison en ACC : - Josh Adams – 2007 - Débutant défensif de la saison en ACC : - Merrill Noel – 2011 | - Ray Guy Award : - Ryan Plackemeier – 2005 - Trophée Brian Piccolo : - Kenny Duckett – 1982 - John Piedmonte – 1983 - John Lewis – 1996 - Matt Robinson – 2007 - Dick Butkus Award : - Aaron Curry – 2008 - Jacobs Blocking Award (en) : - James Ringgold (SoCon) – 1939 - Elmer Barbour (SoCon) – 1943 - Nick Ognovich (SoCon) – 1945, 1946, 1947 - Paul Kiser (ACC) – 1986 - Ben Coleman (ACC) – 1992 - Steve Justice (ACC) – 2007 | - Intronisé au Pro Football Hall of Fame : - Bill George – 1974 - Intronisé au Temple de la renommée du football canadien : - Red O'Quinn - 1981 - Ed George - 2005 |

#### Entraîneurs
| - Entraîneur de la saison en ACC : Paul Amen – 1956 et 1959 Bill Tate – 1964 Cal Stoll – 1970 John Mackovic – 1979 Bill Dooley – 1987 et 1992 Jim Grobe – 2006 Dave Clawson - 2021 | - Walter Camp Coach of the Year : John Mackovic – 1979 - Associated Press Coach of the Year : Jim Grobe – 2006 - Bobby Dodd Award : Jim Grobe – 2006 |

### Rivalités
Wake Forest est considéré comme faisant partie de la Tobacco Road ou des Big Four, termes qui font référence aux quatre universités de Caroline du Nord qui se font concurrence au sein de l'Atlantic Coast Conference. Wake Forest a remporté la série sur ses rivaux de la Tobacco Road en 1924, 1951, 1970, 1984, 1987, 2006, 2007 et 2019.

### Tar Heels de la Caroline du Nord
La rivalité avec North Carolina (en) débute le 18 octobre 1988 à l'occasion du premier match joué entre universités en Caroline du Nord avec la victoire 6 à 4 des Demon Deacons.
Fin de saison 2021, North Carolina mène la statistique avec 71 victoires pour 39 à Wake Forest et deux nuls.

### Wolfpack de North Carolina State
Toutes deux membres de l'ACC, Wake Forest sa rivale d'État de NC State se rencontrent chaque saison depuis 1910. La rivalité rivalité (en) est la plus ancienne entre des équipes membres de l'ACC et la quatrième plus ancienne de l'histoire de la NCAA. Elle est également la troisième rivalité ininterrompue de la NCAA Division I FBS à égalité avec celle entre Oklahoma et Oklahoma State et derrière celle entre Minnesota et Wisconsin (ininterrompue depuis 1907) et celle entre Clemson et South Carolina (ininterrompue depuis 1909). La rivalité universitaire la plus ancienne est celle entre les équipes de NCAA Division I FCS de Lafayette et Lehigh puisqu'elle est ininterrompue depuis 1897.
Fin de saison 2021, NC State mène la statistique avec 67 victoires pour 42 à Wake Forest et 6 nuls.

## Autres sports

### Palmarès
- Champion NCAA masculin de soccer en 2007